# NGC 1274
NGC 1274 est une galaxie elliptique située dans la constellation de Persée. Elle a été découverte par l'astronome britannique Lawrence Parsons en 1875.

## Caractéristiques
Sa vitesse par rapport au fond diffus cosmologique est de 6 266 ± 11 km/s, ce qui correspond à une distance de Hubble de 92,4 ± 6,5 Mpc (∼301 millions d'al).
NGC 1274 est une galaxie de l'amas de Persée.
À ce jour, cinq mesures non basées sur le décalage vers le rouge (redshift) donnent une distance de 85,460 ± 21,416 Mpc (∼279 millions d'al), ce qui est à l'intérieur des valeurs de la distance de Hubble.